# Андрусовски договор
Андрусовският договор (Андрусовско примирие) е договор между Руското царство и Жечпосполита, подписан на 30 януари/9 февруари 1667 г. в село Андрусово край град Смоленск. Примирието слага край на руско-полската война от 1654 – 1667 г.

## Предистория
Войната между Руското царство и Жечпосполита започва заради земите, окупирани от полско-литовската държава през 1609 – 1611 г., и стремежа и на двете страни да анексират украинските и беларуските земи. Дългогодишната война се води на територията на Казашкото хетманство, Малорусия, Беларус, Литва и Русия. Сраженията протичат със смесен успех и изтощават силите на воюващите, което води до компромисното мирно споразумение. До този момент царските войски почти изцяло са завладели Великото литовско княжество, приключило е умиротворяването на Вилнюс и противопоставянето на Богдан Хмелницки, съвместно с Карл X Густав, което в Полша и Лифландия предизвиква т.нар. Шведски потоп.
Боевете се възобновяват, след като опитът за споразумение от Хадяч пропада. Това позволява на Полско-литовската общност, в съюз с Кримското ханство, да изтласка основните московски сили от Беларус, Волиния и Подолието отвъд Днепър, като реката на практика се превръща в линията на конфронтация между две армии.
Последвалите неуспехи на крал Ян II Кажимеж го принуждават да се съгласи със загубата на Смоленск, целия ляв бряг на Днепър, Киев и установяването на съвместен контрол с цар Алексей Михайлович над Запорожката Сеч. Първоначално страните имат желание да сключат Вечен мир, но срещат известни трудности. От една страна запорожките казаци не желаят да преминат отново под властта на Полша, а от друга страна московското правителство не иска да се откаже от правата си върху земите, които все още остават под властта на поляците.
По това време деснобрежният хетман Петро Дорошенко безуспешно се опитва да предотврати анексирането на части от Малорусия и заедно с кримския хан започва ожесточена борба с поляците. Татарите опустошават полските земи и отвеждат около 100 хиляди пленници. Това събитие е признато от полска страна като едно от главните препятствия пред сключването на Вечен мир. Поляците се опасяват, че ако такъв мир се подпише, той ще предизвика турците и татарите за нови нападения.

## Преговори
Активният интерес на Османската империя и Кримското ханство към войната на практика лишават Ян II Кажимеж от избор. През април 1665 г. започва четвъртият кръг от преговори (конгреси) с Москва, който протича бавно и безплодно. В основата на последвалото 13,5-годишното примирие залягат общо 31 посланически конгреса. По време на преговорите руският представител е инструктиран да подкупи полските комисари, но те не се поддават и твърдо отстояват позициите си. Междувременно нашествието на Дорошенко и татарите кара поляците да бъдат по-сговорчиви. Все пак ефект оказват и няколкото десетки хиляди златни монети, изпратени от Москва за раздаване на полските представители.
Накрая, на 31-ия конгрес, в средата на януари, членовете на договора са окончателно изготвени. В края на преговорите в спънка се превръща град Киев. Пълномощният посланик Афанасий Лаврентиевич Ордин-Нашчокин се старае да убеди руския цар Алексей Михайлович да отстъпи и Киев, като възприема града само като едно погранично селище. Главният му аргумент е намаляването на доходите в държавата и свързаната с това трудност за издръжка на армията. Твърди още, че в противен случай турците и татарите заплашват да превземат Малорусия и по никакъв начин не може да се разчита на лоялността на казаците. Царят се съгласява на отстъпки едва когато в края на 1666 г. посланикът съобщава, че ако примирието не се сключи, полските войски ще навлязат в Смоленска област.
След продължителни преговори, започнали през април 1966 г., на 20/30 януари 1667 г. Ордин-Нашчокин от руска страна, и представителите на Жечпосполита – полският кралски секретар Ян Агтоний Храповицки и литовският генерал Йежи Глебович подписват споразумение за примирие за 13,5 години, през които страните се задължават да подготвят условия за сключване на Вечен мир между тях. Договорът е сключен в противоречие със съществуващите украинско-руски споразумения, подписани от царското правителство последователно с хетманите Богдан Хмелницки, Юрий Хмелницки и Иван Брюховецки. Неговите точки установяват разпределението на сферите на влияние на полския крал и руския цар над държавата на украинските казаци. Това примирие се приема от руснаците като успех на тяхната дипломация.

## Условия по договора
- Установява се примирие за период от 13,5 години, през които двете страни трябва да подготвят условията за сключване на Вечен мир.[1]
- Жечпосполита връща на Русия Смоленското войводство с всички окръзи и градове, Стародубския повят, Черниговското войводство и признава придобиването на Левобережна Украйна от Русия.[1][6]
- Под властта на Жечпосполита остават Деснобрежна Украйна и западните части на Беларус.[1] Полоцк, Витебск, Динабург (днес Даугавпилс) и Южна Ливония се връщат в Полша и Литва.[4] Границата между Русия и Жечпосполита минава по река Днепър.[3]
- Русия получава 2 години за да изтегли гарнизона си от Киев, който се намира на десния бряг на Днепър, и да прехвърли града на Жечпосполита.[1][6]
- Запорожката Сеч е оставена под съвместния контрол на двете държави.[1][5]
- В случай на нападение на кримските татари над Запорожката Сеч, Русия и Жечпосполита се ангажират да окажат обща помощ на казаците.[1]
- В случай на нападение на Кримското ханство или Османската империя върху една от договарящите се страни, другата не трябва да подкрепя нападателите.[1]
- Урежда се процедурата за връщане на пленници и църковна собственост.
- Гарантира се правото на свободна търговия между Русия и Жечпосполита, както и дипломатическият имунитет на посланиците.

Турското правителство реагира негативно на споразумението и започва подготовка за военни действия срещу двете страни.
След като за казаците стават известни членовете на Андрусовкия договор, с които те категорично не са съгласни, в Малорусия избухват бунтове. Като отговор на това Русия и Жечпосполита подписват няколко допълнителни споразумения към договора:
- Русия изпраща на помощ на Жечпосполита свои войски за справяне с бунтовниците на Дорошенко.[5]
- Подписаното примирие е удължено с още 13 години, считано от 1 юни 1680.[5]
- Отлага се решаването на спорния въпрос за прехвърлянето на Киев към Полша до 1674 г.[5] По-късно руснаците успяват да задържат града, заедно с териториите с радиус 1 миля около него. Откупуват го за 146 хиляди рубли като компенсация. Оставането на Киев в Московското царство е формализирано с Вечния мир от 1686 г.[1][6]

Допълнителните клаузи са потвърдени на две специални срещи (конгреси) между руски и полски дипломати в Андрусово – на 17 март 1670 г. и на 10 януари 1675 г.

## Последици
Андрусовският договор не разрешава сложните въпроси, стоящи пред Русия и Жечпосполита, но се превръща във важна стъпка към преминаването на част от украинските и беларуските земи под тяхна власт. Той бележи прехода от древната вражда между Русия и Полша към тяхното сближаване на основата на съвместна борба срещу Османската империя, а в началото на 18 век – и срещу Швеция. Между двете страни са разменени военнопленници. Договорът официализира и присъединяването на Русия към антитурската коалиция.
През октомври 1669 година полските посланици Беневски и Бжостовски пристигат в Москва, за да препотвърдят договора и да сключат съюз срещу заплашващите турци и татари. Между другото искат от царя да удовлетвори бедната и неспокойна шляхта, загубила имотите си в Украйна. Московското правителство отказва да ги върне в тези имения и след много преговори се съгласява да ги обезщети с един милион полски злоти. Обещава и да изпрати 5000 конници и 20 000 пехота в помощ на полския крал срещу неверниците, а в Крим да изпрати донски казаци и калмики.
През 1686 г. между двете държави е сключен Вечен мир, който потвърждава условията на Андрусовското примирие.

### За Русия
След сключване на договора Русия придобива големи територии и споразумението се разглежда от руските историци като важна стъпка към обединението на трите източнославянски народа – руснаци, беларуси и украинци. Царската власт се разпростира до Смоленск, Дорогобуж (днес град в Смоленска област на Русия), Била, Невел (днес град в Псковска област, Русия), Красни Велиж (днес Велиж, Смоленска област, Русия) и Сиверските земи. Примирието довежда и до сближаване между Русия и Жечпосполита на основата на съвместна борба срещу Османската империя и Кримското ханство.
Освен това Москва получава правото да се застъпва за православното население на Жечпосполита. Предвижда се неприкосновеността на православните епархии, а посвещаването в епископство да става от Киевския митрополит, който е изцяло зависим от Москва. Това решение дава на руското правителство правото да се намесва до известна степен във вътрешните работи на Жечпосполита.

### За Жечпосполита
Самата Полша печели само временно и външно, а не в действителност. Всичко това обаче е следствие не толкова от самия Андрусовски договор, колкото от онези предишни грешки, довели до необходимостта от сключването му.
За Великото Литовско княжество условията в договора са благоприятни. Москва се отказва от всички завладени литовски земи, с изключение на Смоленск и околностите му. Така всички нейни исторически територии остават част от Литва, докато земите, завладени от Жечпосполита през смутното време, се връщат към Русия.

### За Украйна
Андрусовският договор носи в себе си зародиша на тежки бедствия и кръвопролития в бъдеще. Казашкото хетманство, стремейки се с големи усилия да се освободи от чуждата власт, претърпява сериозно опустошение и след няколко години боеве плодородните ѝ полета, от Днепър до Днестър, са изпъстрена с руините на човешки селища.
Казашките представители не са допуснати да участват, или дори да присъстват на сключването на договора. Едва след подписването му Казашкото хетманство научават резултата от пратеник, изпратен на 12 февруари до левобрежния хетман Иван Брюховецки. Договорът унищожава политическото единството на хетманството и с това разделянето му става официален факт. Новината поразява всички казаци. Без зачитане на волята на казаците, страната е разделена на два края (земи, части) – в Деснобрежна Украйна (ония край от земята на Хетманството, откъм десния бряг на река Днепър) се установяват полските порядки, а в Левобрежна Украйна – руските. Без съгласието и без уведомяване на казаците, Казашкото хетманство става зависимо и подчинено едновременно на Полша и Русия.
Нито десният хетман Дорошенко, нито левият Брюховецки приемат Андрусовското примирие. Почти едновременно, през януари 1668 г., съветите на старейшините съответно в Чихирин и Хадяч решават да не признават върховенството на московските или полските власти, а да търсят закрилата на турския султан. Правителствата на Петро Дорошенко, Иван Брюховецки, а по-късно и на Демян Многогришни и Иван Самойлович практически не го изпълняват.